# Chapelle Saint-Joseph (Fougères)
Pour les articles homonymes, voir Chapelle Saint-Joseph.
La chapelle Saint-Joseph est un édifice religieux, affecté au culte catholique, situé à Fougères, dans le département d'Ille-et-Vilaine, en région Bretagne. Rattachée à la paroisse de la Visitation de Fougères, le culte y a lieu toute la semaine. Du mardi au vendredi, la messe y est célébrée à 18h30. L'adoration Eucharistique y est possible le vendredi de 11h à 18h30. Les confessions sont possibles le vendredi de 17h30 à 18h20. 

## Localisation
La chapelle est située au 11 bis de la rue Lesueur, dénommée rue de Derrière sous l'Ancien Régime, rue de Berry sous la Restauration, puis rue Riboisière. Elle est érigée sur la parcelle cadastrée section AT numéro 740, autrefois section B1 dite du Midi, numéro 1078, au cadastre napoléonien de 1821. L'édifice, orienté, apparaît totalement enserré dans des bâtiments à usage scolaire tant au nord qu'à l'est, d'habitation au sud, la vue sur sa façade occidentale, au fond d'une courette, étant au surplus grandement occultée par un haut portail plein-cintre situé dans l'alignement de l'école primaire privé Saint-Joseph-La Moussaye.

## Historique
L'histoire de la chapelle Saint-Joseph est intimement liée à l'installation à Fougères de congrégations religieuses féminines se consacrant en priorité à l'instruction des jeunes filles, qu'il s'agisse des ursulines ou des sœurs de la charité de Notre-Dame d'Évron.

Bien qu'une maîtresse d'école soit signalée dès 1475 à Saint-Sulpice, l'instruction des jeunes filles à Fougères n'a pris réellement son essor dans la cité qu'à compter de 1609, date à laquelle deux sœurs ursulines vinrent de Paris à la requête de la Communauté de Ville. Pour soutenir la fondation du couvent, les édiles achetèrent les hôtels de Porcon et de la Bretesche. La chapelle, dédiée à saint Joseph, fut édifiée tout de suite. L’œuvre prospéra rapidement de sorte que vingt ans plus tard le couvent comptait douze religieuses et nécessitait d'être agrandi. Le 16 juillet 1637 fut posée la première pierre de nouveaux bâtiments qui perdurèrent pour partie jusqu'en 1868, date à laquelle la ville reconstruisit son collège.

A la veille de la Révolution, le couvent, qui comptait 24 sœurs professes et 7 converses, accueillait les jeunes filles des familles les plus aisées du pays fougerais. Ayant refusé de prêter serment, les religieuses furent contraintes de cesser leur enseignement le 24 mars 1792. Conformément à la loi du 4 août 1792, astreintes à quitter leur couvent pour le 1er octobre suivant, elles furent expulsées le 22 septembre et leurs biens mis sous séquestre.

## Galerie

### Statues

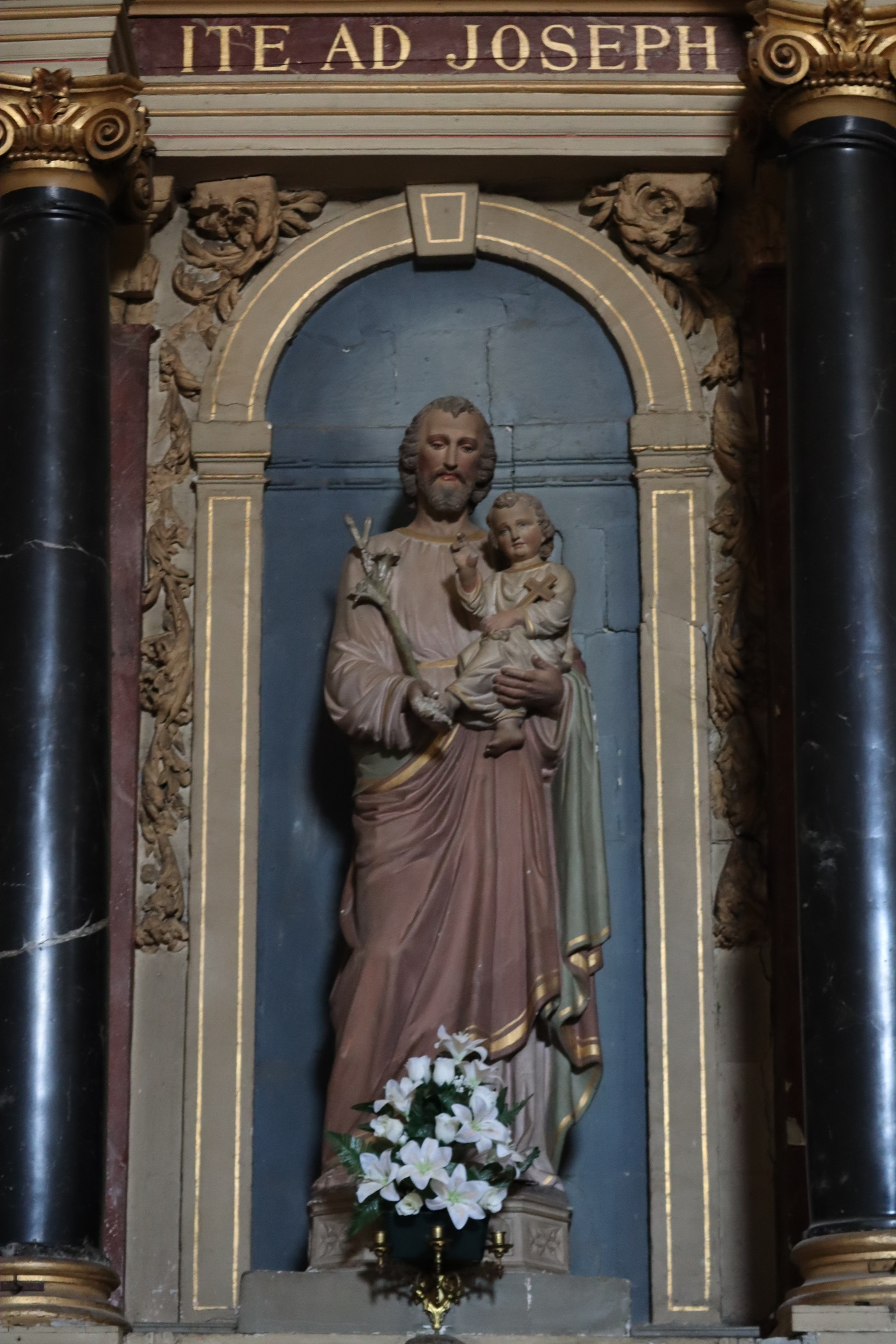
Saint Joseph
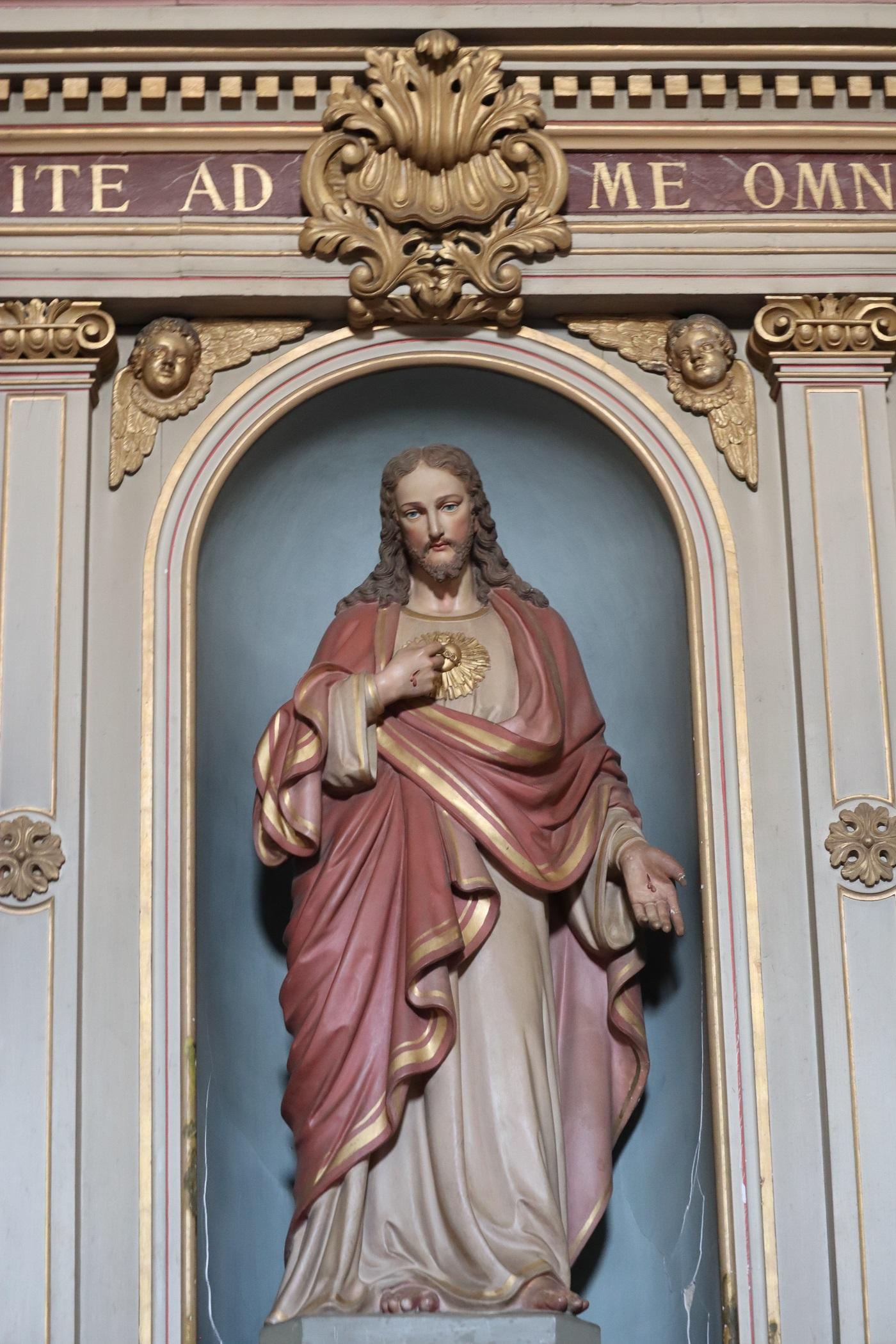
Sacré-Cœur
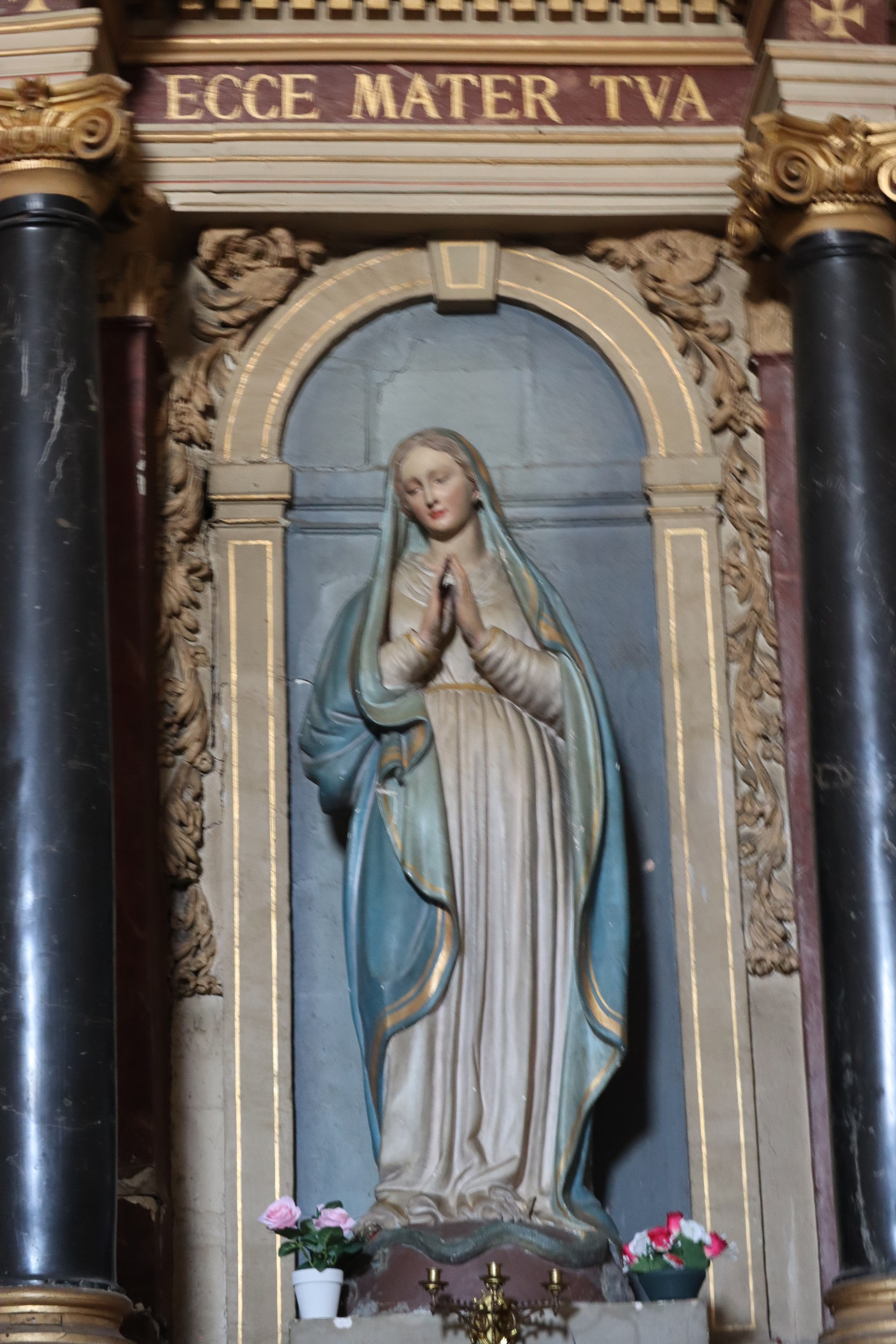
Vierge Marie